# Katicavirág
A katicavirág vagy kandilla (Nigella) növénynemzetség a boglárkafélék (Ranunculaceae) családjába tartozik.

## Jellemzői
A nemzetséget egyéves, lágy szárú növények alkotják. Leveleik vékonyak, finoman sallangosak, csak ritkán osztatlanok.
Virágtakarójuk aktinomorf, öttagú, esetenként igen színes. A virágtakarón belül helyezkedik el az 5–8 vagy ennél is több, bonyolult felépítésű, néha nyeles mézfejtő levél (nektáriumlevél). A mézfejtők csúcsa két részből áll: a felső rész fedi az alsót, a két karéjú, gyakran színes keresztcsíkokkal sávozott alsó részen pedig a karéjok alapjánál található kiöblösödésben képződik a nektár. A katicavirágok termőtájára az jellemző, hogy a termőlevelek több rekeszre osztják a magházat. Vitatott, hogy arról van-e szó, mint egyes zárvatermők termésénél, hogy a termőlevelek összenőttek, vagy csupán arról, hogy a termőlevelek a virág tengelyéhez nőttek.
A katicavirágok a Mediterráneumban őshonosak.

## Fajok
Az alábbi lista a The Plant List és a Tropicos adatbázisának felhasználásával készült:
- Nigella arvensis L. – mezei katicavirág[4]
- Nigella carpatha Strid
- Nigella damascena L. – borzaskata
- Nigella degenii Vierh. – Degen-katicavirág[4]
- Nigella desert Boiss.
- Nigella doerfleri Vierh.
- Nigella elata Boiss.
- Nigella fumariifola Kotschy
- Nigella hispanica L. – spanyol katicavirág[4]
- Nigella latisecta P.H.Davis
- Nigella nigellastrum (L.) Willk.
- Nigella orientalis L. – sárga katicavirág[4]
- Nigella oxypetala Boiss.
- Nigella papillosa G.López
- Nigella sativa L. - kerti katicavirág
- Nigella segetalis M.Bieb.
- Nigella stricta Strid
- Nigella unguicularis (Poir.) Spenn.

## Galéria
|  |  |  |